# Escolania de Blauets de Lluc
L'Escolania de Blauets de lluc és una escolania dedicada al culte de la Mare de Déu del santuari de Lluc a Escorca, a Mallorca. S'anomenen així pel color de la seva sotana. És l'entitat musical més antiga de Mallorca i una de les més antigues de l'Estat Espanyol.
Les seva història es remunta al segle xiii, però no va ser fins al segle XVI quan es creà una Escolania de sis infants. El 1892 s'incorporà l'ensenyament secundari i el centre es convertí en Seminari menor dels Missioners dels Sagrats Cors. Edita un butlletí intern des del 1940 anomenat Estels (Estrellas entre 1959 i 1975).
Antigament era només oberta a nins i únicament es permetia l'estança en règim intern, però des de 2006 són devers quaranta nins i nines que estudien de 1r de Primària a 4t d'ESO al santuari, en règim intern o extern. Fou una escola pionera en l'ensenyament en català a Mallorca, ja que des del 1973 s'impartien íntegrament les classes d'EGB en aquesta llengua. Així mateix, el 1984 participà en la creació de les Trobades d'Escoles Mallorquines. A causa d'aquesta activitat a favor del català ha rebut els premis Emili Darder (1987) i Francesc de Borja Moll (1988) dels Premis 31-D de l'Obra Cultural Balear. Des del 1939, existeix l'Associació d'antics Blauets, que agrupa els excantaires del cor.